# Lamayou
Lamayou est une commune française, située dans le département des Pyrénées-Atlantiques en région Nouvelle-Aquitaine.

## Géographie

### Localisation
La commune de Lamayou se trouve dans le département des Pyrénées-Atlantiques, en région Nouvelle-Aquitaine.
Elle se situe à 36 km par la route de Pau, préfecture du département, et à 23 km de Morlaàs, bureau centralisateur du canton du Pays de Morlaàs et du Montanérès dont dépend la commune depuis 2015 pour les élections départementales.
La commune fait en outre partie du bassin de vie de Vic-en-Bigorre.
Les communes les plus proches sont : 
Casteide-Doat (1,6 km), Castéra-Loubix (2,3 km), Sanous (2,5 km), Pontiacq-Viellepinte (3,1 km), Bentayou-Sérée (3,3 km), Maure (3,6 km), Montaner (4,3 km), Labatut-Figuières (4,6 km).
Sur le plan historique et culturel, Lamayou fait partie de la province du Béarn, qui fut également un État et qui présente une unité historique et culturelle à laquelle s’oppose une diversité frappante de paysages au relief tourmenté.

### Communes limitrophes
Les communes limitrophes sont Caixon, Vic-en-Bigorre, Bentayou-Sérée, Casteide-Doat, Castéra-Loubix, Labatut-Figuières, Pontiacq-Viellepinte et Montaner.
| Castéra-Loubix       | Labatut-Figuières             | Caixon (Hautes-Pyrénées), Vic-en-Bigorre (Hautes-Pyrénées) |
| Bentayou-Sérée       | Lamayou                       | Casteide-Doat                                              |
| Pontiacq-Viellepinte | Montaner (par un quadripoint) |                                                            |

### Hydrographie

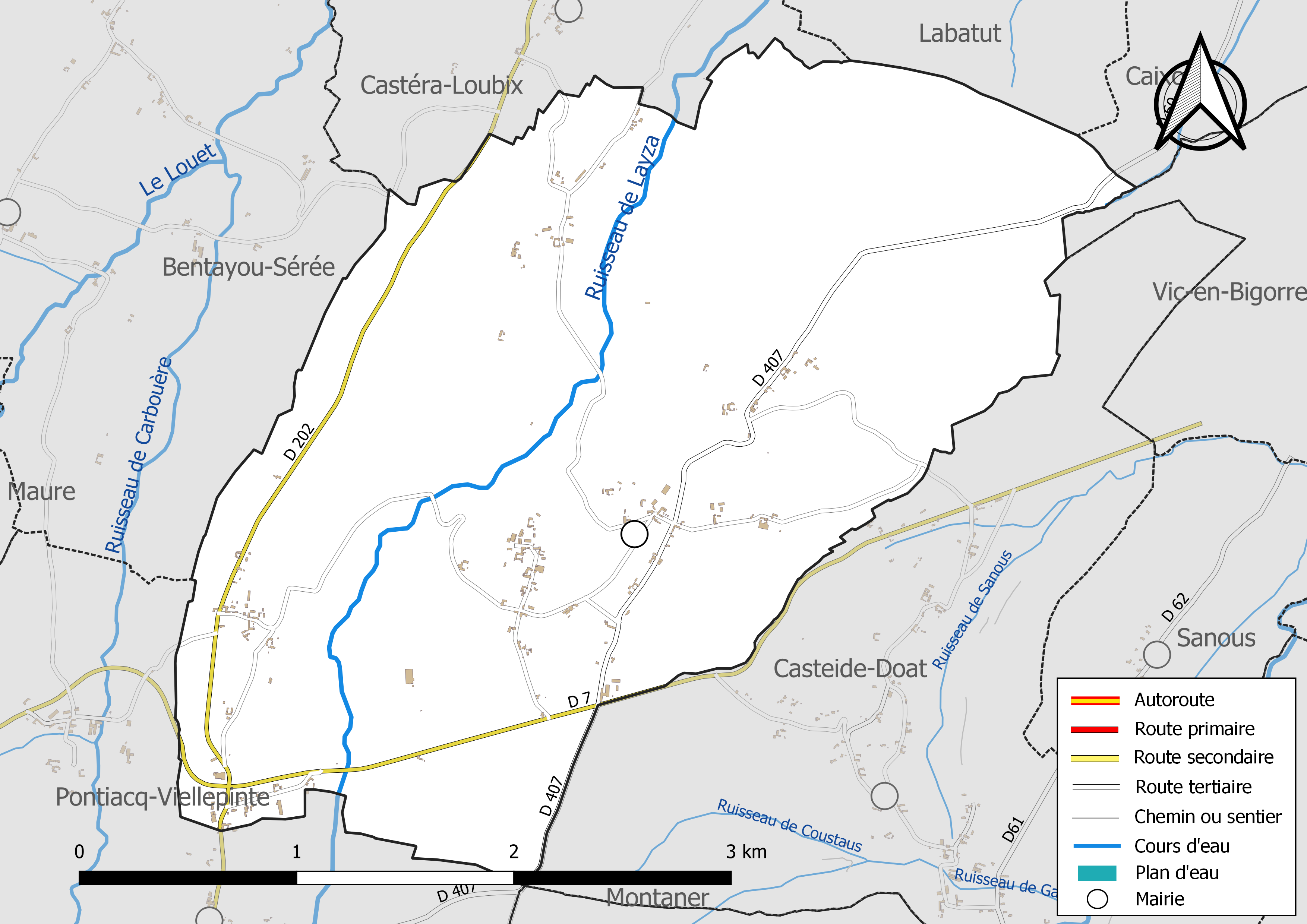
Réseaux hydrographique et routier de Lamayou.

La commune est drainée par l’Ayza et par un petit cours d'eau, constituant un réseau hydrographique de 4 km de longueur totale,.
L’Ayza, d'une longueur totale de 27,5 km, prend sa source dans la commune de Montaner et s'écoule du sud vers le nord. Il traverse la commune et se jette dans le Louet à Hères, après avoir traversé 13 communes.

### Climat
Pour des articles plus généraux, voir Climat de la Nouvelle-Aquitaine et Climat des Pyrénées-Atlantiques.
Historiquement, la commune est exposée à un climat de montagne.  
En 2020, Météo-France publie une typologie des climats de la France métropolitaine dans laquelle la commune est toujours exposée à un climat de montagne et est dans la région climatique Pyrénées atlantiques, caractérisée par une pluviométrie élevée (>1 200 mm/an) en toutes saisons, des hivers très doux (7,5 °C en plaine) et des vents faibles.
Pour la période 1971-2000, la température annuelle moyenne est de 12,5 °C, avec une amplitude thermique annuelle de 14,5 °C. Le cumul annuel moyen de précipitations est de 1 093 mm, avec 11 jours de précipitations en janvier et 8,2 jours en juillet. Pour la période 1991-2020, la température moyenne annuelle observée sur la station météorologique la plus proche, située sur la commune de Vic-en-Bigorre à 6,5 km à vol d'oiseau, est de 13,1 °C et le cumul annuel moyen de précipitations est de 937,3 mm,. Pour l'avenir, les paramètres climatiques de la commune estimés pour 2050 selon différents scénarios d’émission de gaz à effet de serre sont consultables sur un site dédié publié par Météo-France en novembre 2022.

### Milieux naturels et biodiversité
L’inventaire des zones naturelles d'intérêt écologique, faunistique et floristique (ZNIEFF) a pour objectif de réaliser une couverture des zones les plus intéressantes sur le plan écologique, essentiellement dans la perspective d’améliorer la connaissance du patrimoine naturel national et de fournir aux différents décideurs un outil d’aide à la prise en compte de l’environnement dans l’aménagement du territoire.
Une ZNIEFF de type 1 est recensée sur la commune, : 
le « réseau hydrographique de l'Echez » (392,15 ha), couvrant 26 communes dont 3 dans les Pyrénées-Atlantiques et 23 dans les Hautes-Pyrénées et une ZNIEFF de type 2,, : 
le « plateau de Ger et coteaux de l'Ouest tarbais » (6 409,37 ha), couvrant 26 communes dont 6 dans les Pyrénées-Atlantiques et 20 dans les Hautes-Pyrénées.

## Urbanisme

### Typologie
Au 1er janvier 2024, Lamayou est catégorisée commune rurale à habitat très dispersé, selon la nouvelle grille communale de densité à sept niveaux définie par l'Insee en 2022.
Elle est située hors unité urbaine et hors attraction des villes,.

### Occupation des sols

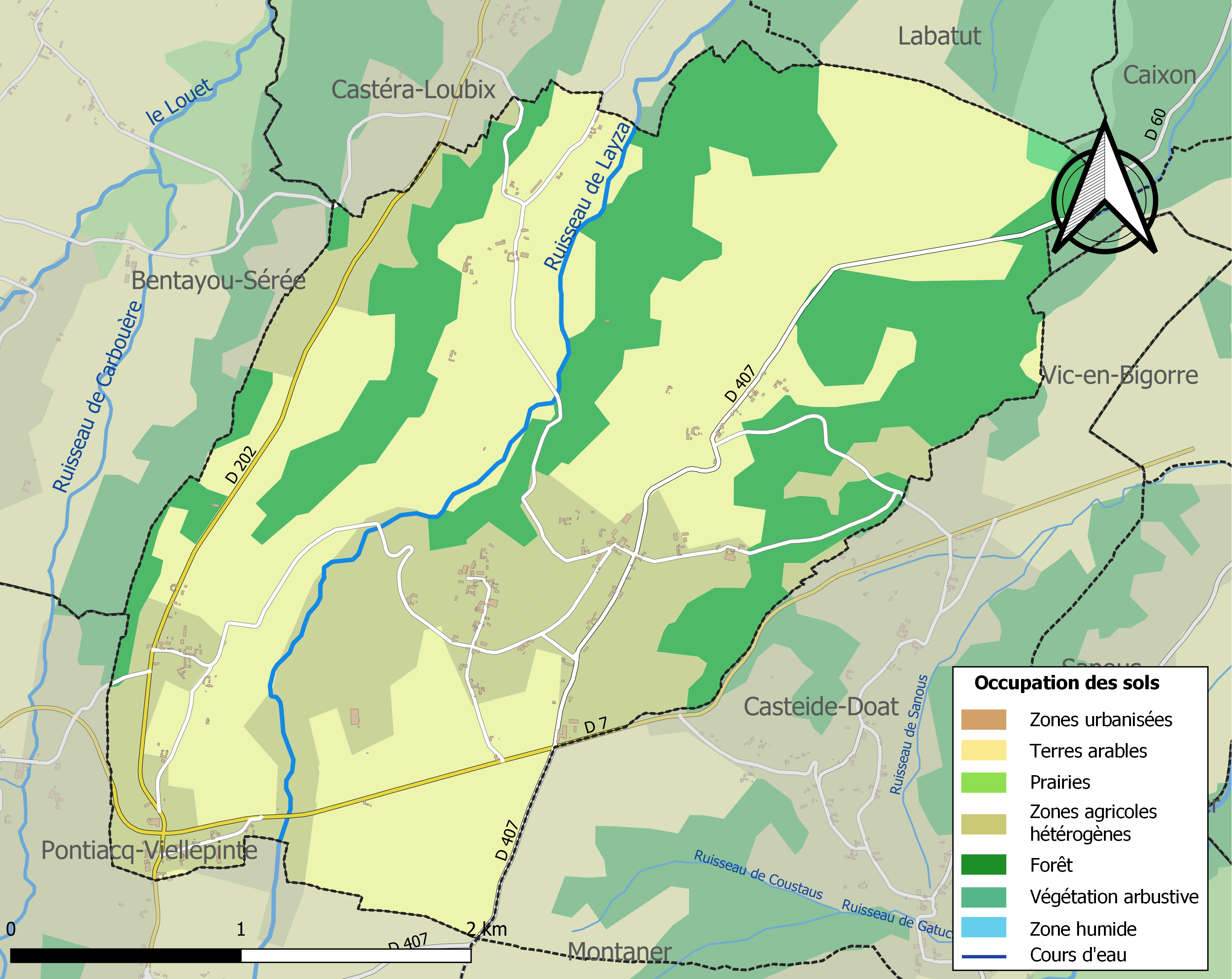
Carte des infrastructures et de l'occupation des sols de la commune en 2018 (CLC).

L'occupation des sols de la commune, telle qu'elle ressort de la base de données européenne d’occupation biophysique des sols Corine Land Cover (CLC), est marquée par l'importance des territoires agricoles (72,3 % en 2018), une proportion sensiblement équivalente à celle de 1990 (72,1 %). La répartition détaillée en 2018 est la suivante : 
terres arables (48,5 %), forêts (27,4 %), zones agricoles hétérogènes (23,8 %), milieux à végétation arbustive et/ou herbacée (0,3 %). L'évolution de l’occupation des sols de la commune et de ses infrastructures peut être observée sur les différentes représentations cartographiques du territoire : la carte de Cassini (XVIIIe siècle), la carte d'état-major (1820-1866) et les cartes ou photos aériennes de l'IGN pour la période actuelle (1950 à aujourd'hui).

### Lieux-dits et hameaux
- Mongaston ;
- Peyraube ;
- Samonzet.

### Voies de communication et transports
La commune est desservie par les routes départementales 7, 202 et 407.

### Risques majeurs
Le territoire de la commune de Lamayou est vulnérable à différents aléas naturels : météorologiques (tempête, orage, neige, grand froid, canicule ou sécheresse) et séisme (sismicité modérée). Un site publié par le BRGM permet d'évaluer simplement et rapidement les risques d'un bien localisé soit par son adresse soit par le numéro de sa parcelle.

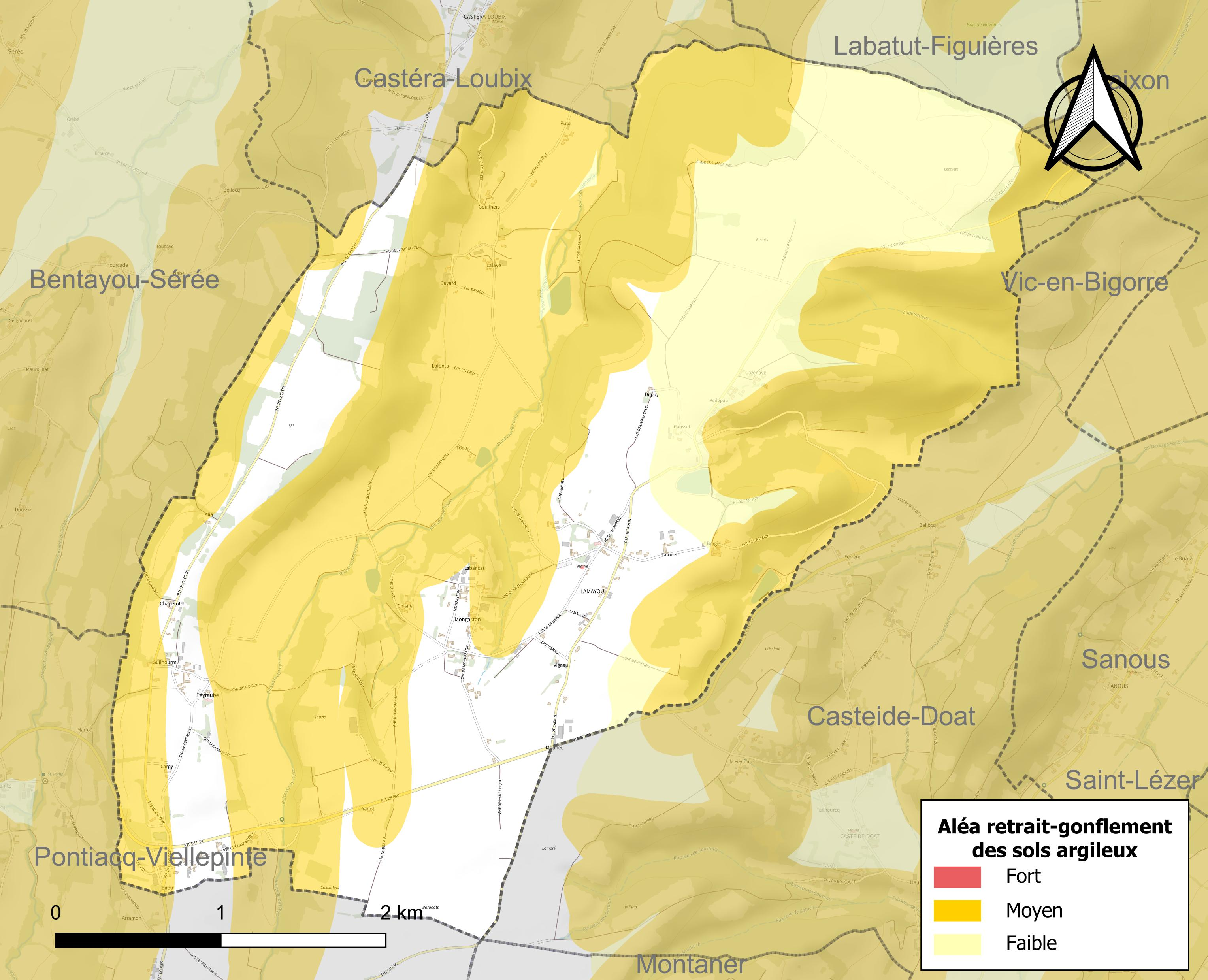
Carte des zones d'aléa retrait-gonflement des sols argileux de Lamayou.

Le retrait-gonflement des sols argileux est susceptible d'engendrer des dommages importants aux bâtiments en cas d’alternance de périodes de sécheresse et de pluie. 61,2 % de la superficie communale est en aléa moyen ou fort (59 % au niveau départemental et 48,5 % au niveau national). Depuis le 1er octobre 2020, en application de la loi ELAN, différentes contraintes s'imposent aux vendeurs, maîtres d'ouvrages ou constructeurs de biens situés dans une zone classée en aléa moyen ou fort,.
La commune a été reconnue en état de catastrophe naturelle au titre des dommages causés par les inondations et coulées de boue survenues en 1982, 2009 et 2018.

## Toponymie
Le toponyme Lamayou apparaît sous les formes 
Lamayor et Lamayoo (respectivement 1429 et 1436, censier de Montaner), 
La Mayo et Lamayour (respectivement 1602 et 1674, réformation de Béarn).
Le toponyme Mongaston apparaît sous les formes 
Mongastoo (1385, censier de Béarn), 
Mont-Gaston (1429, censier de Bigorre) et 
Monguaston (1614, réformation de Béarn).
Le toponyme Peyraube apparaît sous les formes 
Peyre-Aube (1379, contrats de Luntz), 
Peyrauba et Peyracaube (respectivement 1549 et 1614, réformation de Béarn).
Le toponyme Samonzet apparaît sous les formes 
Somonset (1429, censier de Montaner), 
Sosmonset, Semonzet et Samonset (respectivement 1536, 1547 et 1673, réformation de Béarn).

## Histoire
Paul Raymond note que la commune comptait une abbaye laïque, vassale de la vicomté de Béarn.

## Politique et administration
| Période                                  | Période  | Identité      | Étiquette | Qualité |
| ---------------------------------------- | -------- | ------------- | --------- | ------- |
| Les données manquantes sont à compléter. |          |               |           |         |
| 1995                                     | En cours | Julien Lacaze |           |         |

### Intercommunalité
Lamayou fait partie de cinq structures intercommunales :
- le SIVOM du canton de Montaner ;
- le syndicat d’énergie des Pyrénées-Atlantiques ;
- le syndicat intercommunal à vocation scolaire du Palay ;
- le syndicat intercommunal d'alimentation en eau potable (SIAEP) du Vic-Bilh Montanérès ;
- le syndicat intercommunal de Pontiacq-Viellepinte - Lamayou.

Lamayou accueille le siège du syndicat intercommunal de Pontiacq-Viellepinte - Lamayou.

## Population et société

### Démographie
L'évolution du nombre d'habitants est connue à travers les recensements de la population effectués dans la commune depuis 1793. Pour les communes de moins de 10 000 habitants, une enquête de recensement portant sur toute la population est réalisée tous les cinq ans, les populations de référence des années intermédiaires étant quant à elles estimées par interpolation ou extrapolation. Pour la commune, le premier recensement exhaustif entrant dans le cadre du nouveau dispositif a été réalisé en 2008.

En 2022, la commune comptait 211 habitants, en évolution de +6,03 % par rapport à 2016 (Pyrénées-Atlantiques : +3,78 %, France hors Mayotte : +2,11 %).
| 1793 | 1800 | 1806 | 1821 | 1831 | 1836 | 1841 | 1846 | 1851 |
| ---- | ---- | ---- | ---- | ---- | ---- | ---- | ---- | ---- |
| 513  | 503  | 548  | 501  | 513  | 523  | 510  | 506  | 502  |

| 1856 | 1861 | 1866 | 1872 | 1876 | 1881 | 1886 | 1891 | 1896 |
| ---- | ---- | ---- | ---- | ---- | ---- | ---- | ---- | ---- |
| 472  | 468  | 446  | 427  | 433  | 426  | 450  | 405  | 419  |

| 1901 | 1906 | 1911 | 1921 | 1926 | 1931 | 1936 | 1946 | 1954 |
| ---- | ---- | ---- | ---- | ---- | ---- | ---- | ---- | ---- |
| 346  | 357  | 328  | 296  | 282  | 263  | 246  | 246  | 224  |

| 1962 | 1968 | 1975 | 1982 | 1990 | 1999 | 2006 | 2008 | 2013 |
| ---- | ---- | ---- | ---- | ---- | ---- | ---- | ---- | ---- |
| 205  | 215  | 210  | 203  | 194  | 214  | 189  | 182  | 196  |

| 2018 | 2022 | - | - | - | - | - | - | - |
| ---- | ---- | - | - | - | - | - | - | - |
| 204  | 211  | - | - | - | - | - | - | - |

## Culture locale et patrimoine

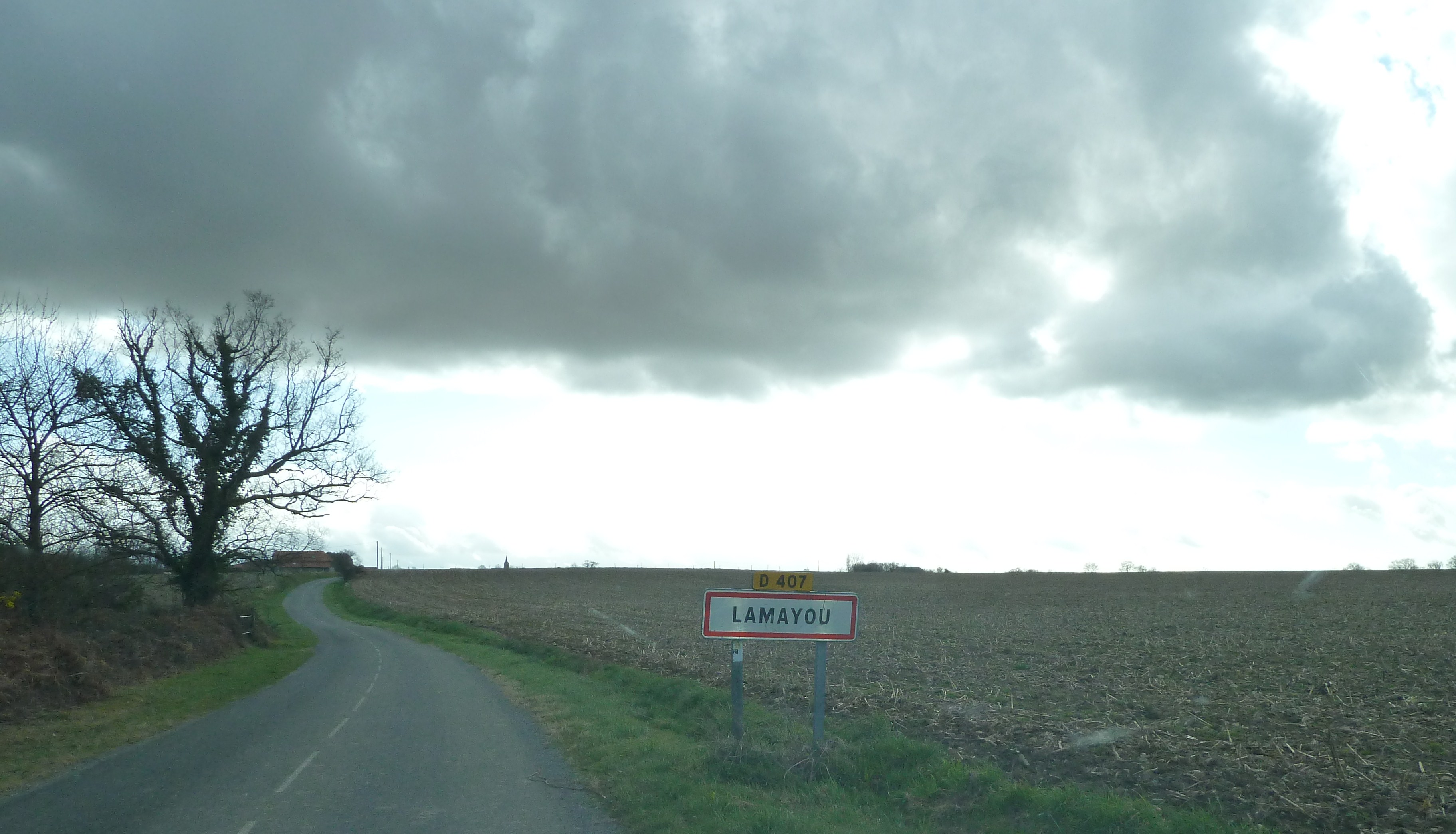
Entrée dans Lamayou.
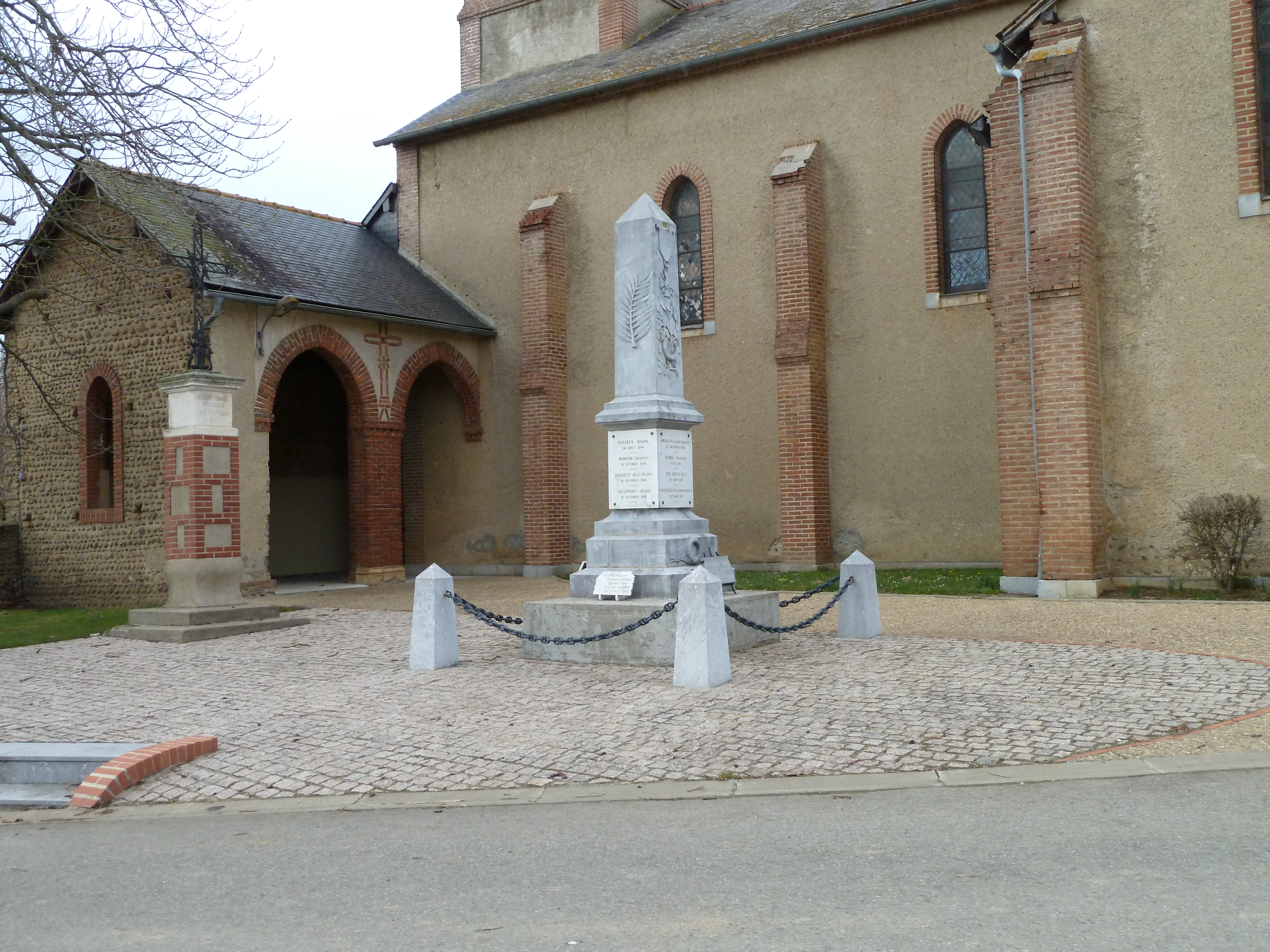
Le monument aux morts.
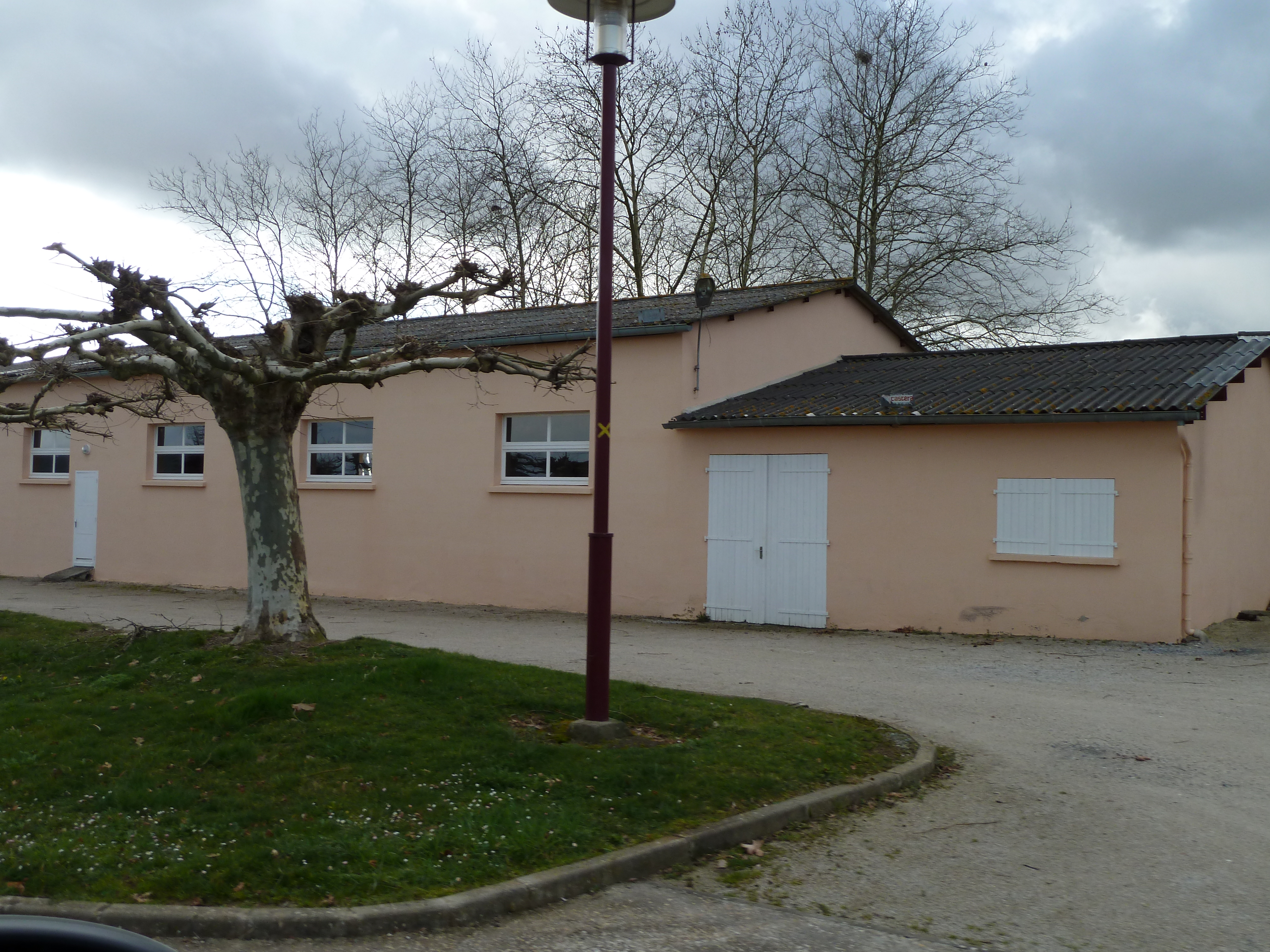
La salle polyvalente.

### Patrimoine civil
Au lieu-dit Mongaston, les vestiges d'un ensemble fortifié de la fin du XIIIe siècle témoignent du passé ancien de la commune.
Lamayou présente un ensemble de fermes du XIXe siècle.

### Patrimoine religieux

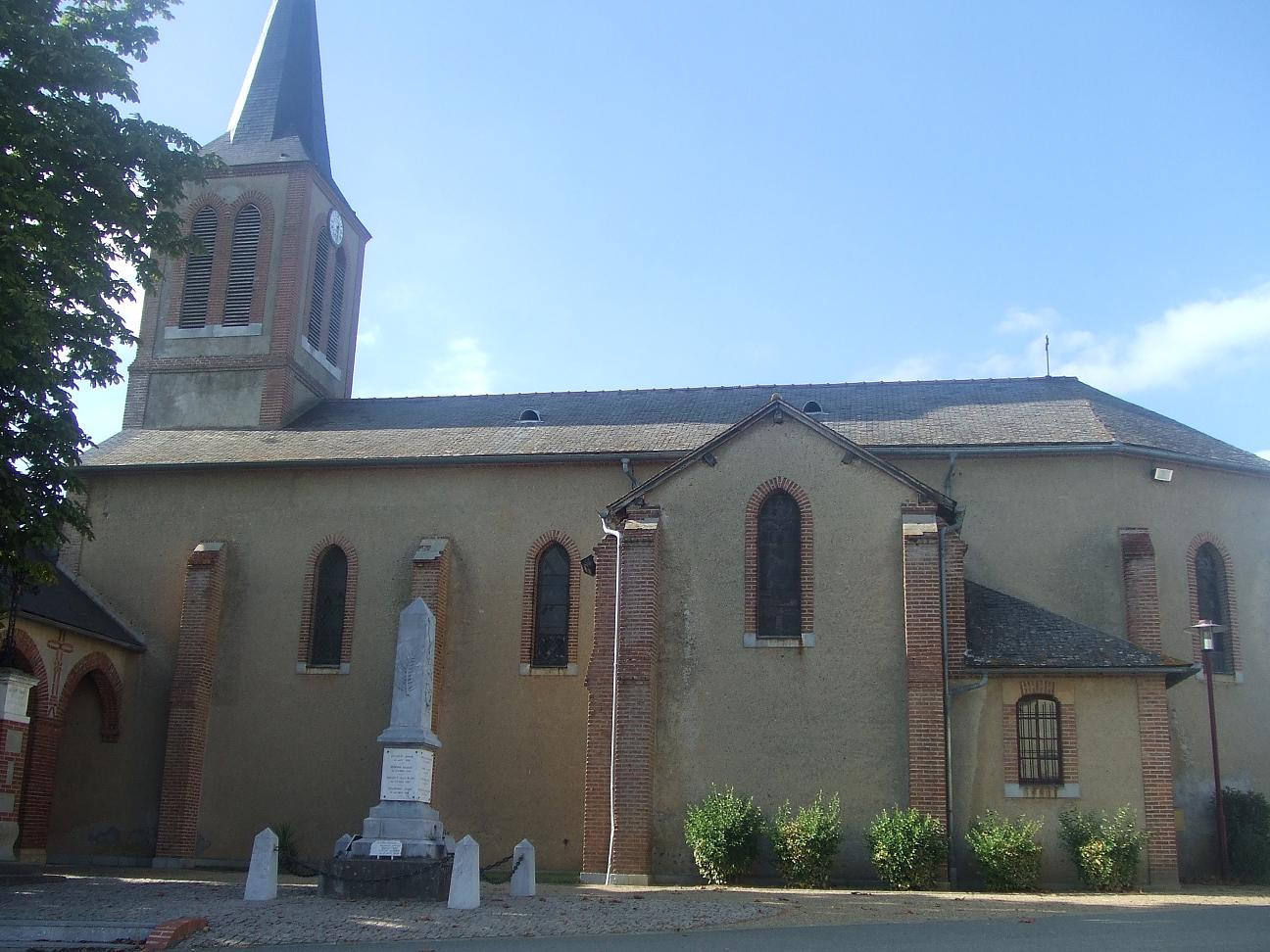
L'église Notre-Dame-de-l'Assomption.

La chapelle de Peyraube, partiellement du XIIe siècle, faisait partie de l'ancienne abbaye laïque.
L'église Saint-Étienne, d'origine romane, fut restaurée au XVIIIe siècle. Elle se dresse au lieu-dit Peyraube. Au lieu-dit Samonzet, les vestiges de l'église Saint-Martin datent, semble-t-il, du XIVe siècle. Enfin, plus récente, l'église Notre-Dame-de-l'Assomption date de 1874. Elle fut édifiée sur des bases datant du XVIe ou du XVIIe siècle. Ces églises recèlent du mobilier,, des statues et des objets, inscrits à l'inventaire général du patrimoine culturel.